# Villeta
Villeta est une ville du département Central au Paraguay.
La population était de 36 228 habitants en 2008.

## Économie
C'est un port fluvial sur le Rio Paraguay ainsi qu'une ville industrielle.